# Laizon
Le Laizon ou le Laison est une rivière du département du Calvados, en région Normandie, et un affluent gauche du fleuve la Dives.

## Géographie
Le Laizon naît à 158 mètres d'altitude sur la commune de Saint-Pierre-Canivet près de l'abbaye cistercienne. Sa source alimente l'étang de Villers situé dans le domaine de l'abbaye et il en sort sous le nom de ruisseau de Torp. Une source secondaire se trouve un kilomètre à l'ouest, à 190 mètres d'altitude, la fontaine de la Moussaye.
De 39 km de longueur, il coule globalement du sud vers le nord-est et passe sous la N158 à Bons-Tassilly..
Il se jette dans la Dives entre Cléville et Saint-Ouen-du-Mesnil-Oger dans les marais, à 5 mètres d'altitude, juste après la confluence du Douet.

### Communes et cantons traversés

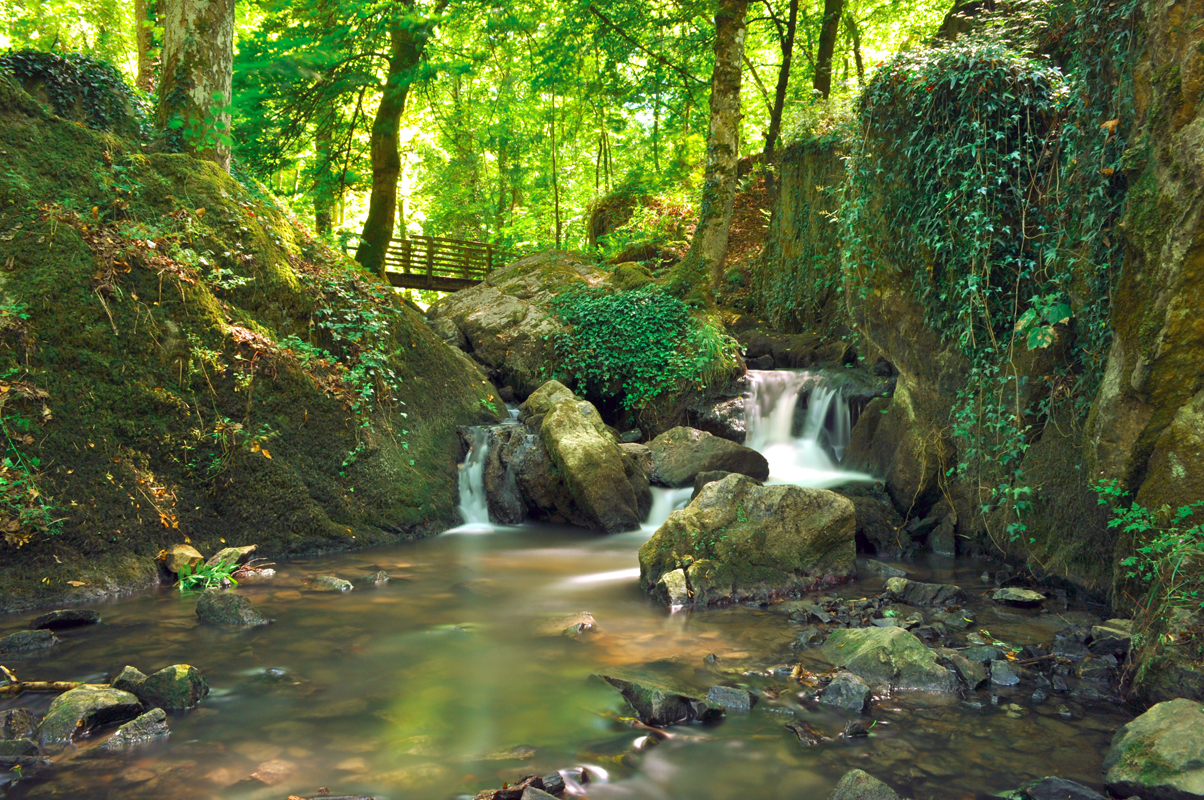
La Brèche au diable, à Soumont-Saint-Quentin, sur le cours du Laizon.

Dans le seul département du Calvados, le Laizon traverse les seize communes suivantes (de l'amont vers l'aval) : Villers-Canivet (source), Soulangy, Bons-Tassilly, Potigny, Soumont-Saint-Quentin, Ouilly-le-Tesson, Rouvres, Maizières, Ernes, Condé-sur-Ifs, Vieux-Fumé, Ouézy, Cesny-aux-Vignes, Mézidon Vallée d'Auge, Méry-Bissières-en-Auge, Cléville, Saint-Ouen-du-Mesnil-Oger (confluence).
En termes de cantons le Laizon prend source dans le canton de Falaise, traverse le canton de Mézidon Vallée d'Auge, conflue dans le canton de Troarn, le tout dans les arrondissements de Caen et de Lisieux.

### Bassin versant
Le Laizon traverse les trois zones hydrographiques suivantes : « La Dives du confluent de la Dorette (exclu) au confluent du Laizon (exclu) », « La Dives du confluent du Laizon (exclu) au siphon du canal du Domaine (bassin du Doigt exclu) », « Le Laizon de sa source au confluent de la Dives (exclu) ».

### Organisme gestionnaire
L'organisme gestionnaire est le SMBD ou Syndicat Mixte du Bassin de la Dives, installé à Saint-Pierre-en-Auge.

## Affluents
Le Laizon a six tronçons affluents référencés dont trois font plus de 1 km., le ruisseau de Cassis (6 km), le Douet (5 km) et le ruisseau de Moussaye (4,12 km).

## Hydrologie
Son régime hydrologique est dit pluvial océanique. Le Laizon a été observé à deux stations hydrologique :
- la station I2203810 à Croissanville, du 1er septembre 1970 au 1er janvier 1982, à 16 m d'altitude et pour un bassin de 137 km2 avec un module de 0,76 m3/s[4];
- la station I2203820 à Croissanville, depuis le 1er janvier 2003 (22 ans), à 15 m d'altitude et pour un bassin versant de 136 km2 avec un module de 0,73 m3/s[1].

### Le Laizon à Croissanville
Le module ou moyenne annuelle de son débit est à Croissanville de 0,73 m3/s.

### Étiage ou basses eaux
À l'étiage, c'est-à-dire aux basses eaux, le VCN3, ou débit minimal du cours d'eau enregistré pendant trois jours consécutifs sur un mois, en cas de quinquennale sèche s'établit à 0,310 m3/s, ce qui reste très confortable,.

### Crues
Sur cette courte période d'observation de 11 ans, le débit journalier maximal a été observé le 17 novembre 1974 pour 4,250 m3/s. Le débit instantané maximal a été observé le 1er novembre 1974 avec 5,15 m3/s en même temps que la hauteur maximale instantanée de 940 mm soit 0,940 m.
Le QIX 2 est de 2,8 m3/s, le QIX 5 est 4,0 m3/s, le QIX 10 est de 4,8 m3/s et le QIX 20 est de 5,5 m3/s. Les QIX 50 et QIX 100 n'ont pas pu être calculés vu la période d'observation de 11 ans.

### Lame d'eau et débit spécifique
La lame d'eau écoulée dans cette partie du bassin versant de la rivière et le débit spécifique (Qsp) n'ont pas pu être calculé vu les deux périodes d'observation de 11 ans.

## Aménagements et écologie

### Vallée du Laizon
- La Brèche au Diable et le Mont Joly
- Château d'Assy
- Château d'Ifs
- Château de Canon
- Château de Vaux
- Châteaux d'Ouézy
- Château de Cesny-aux-Vignes
- Châteaux et manoirs de Croissanville, Méry-Corbon

## Galerie

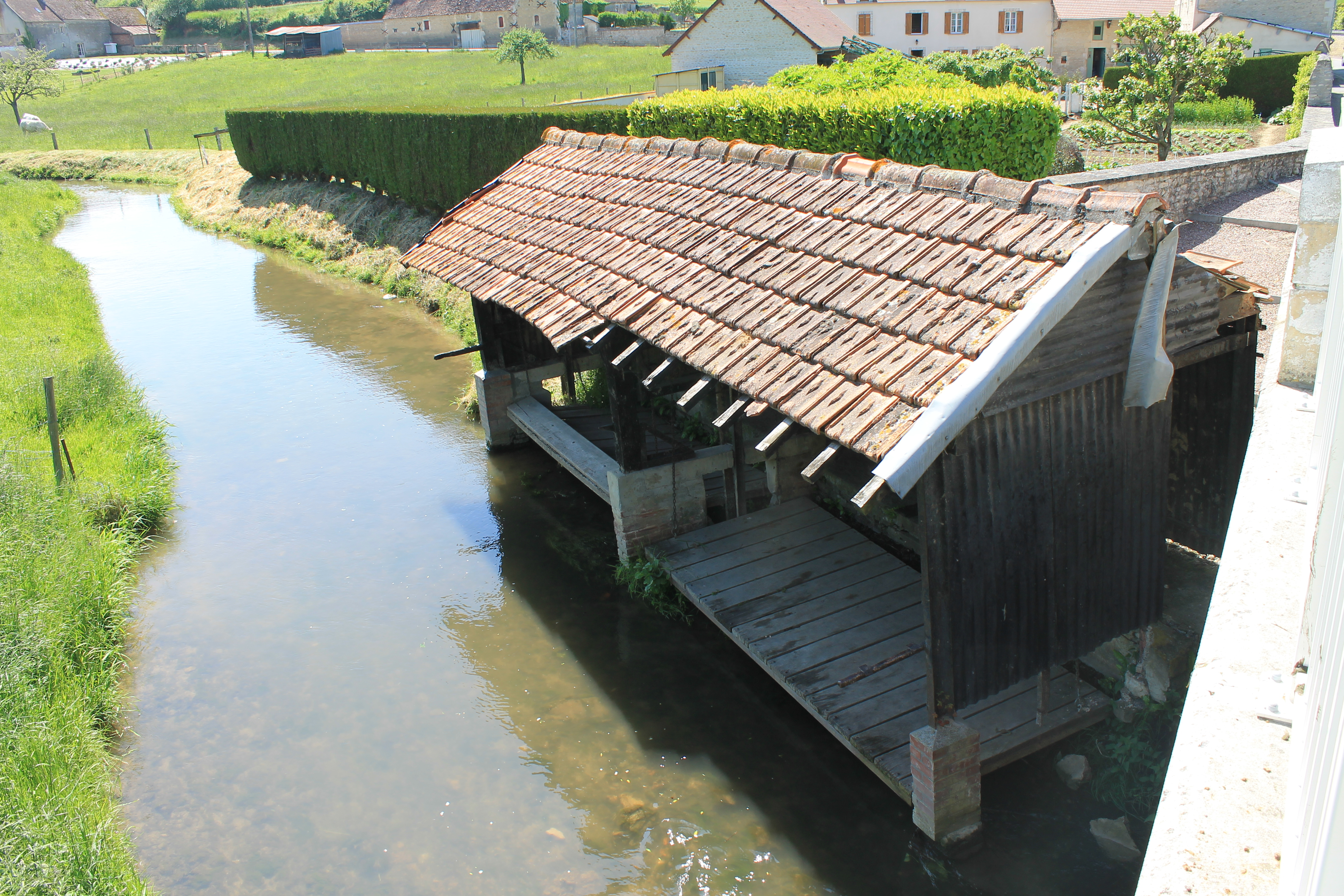
Lavoir sur le Laizon au lieu-dit Petit-Magny à Condé-sur-Ifs
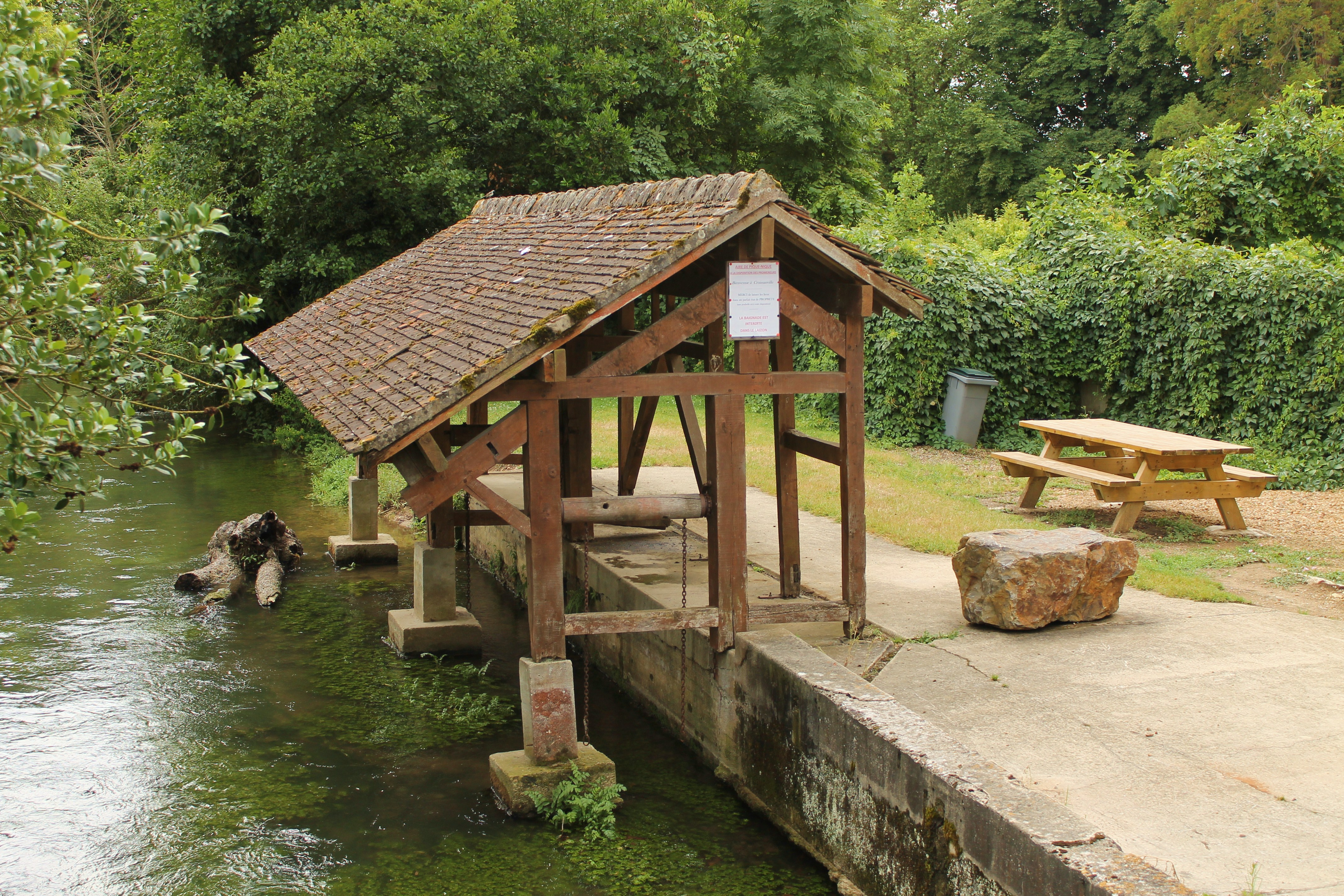
Lavoir sur le Laizon à Croissanville
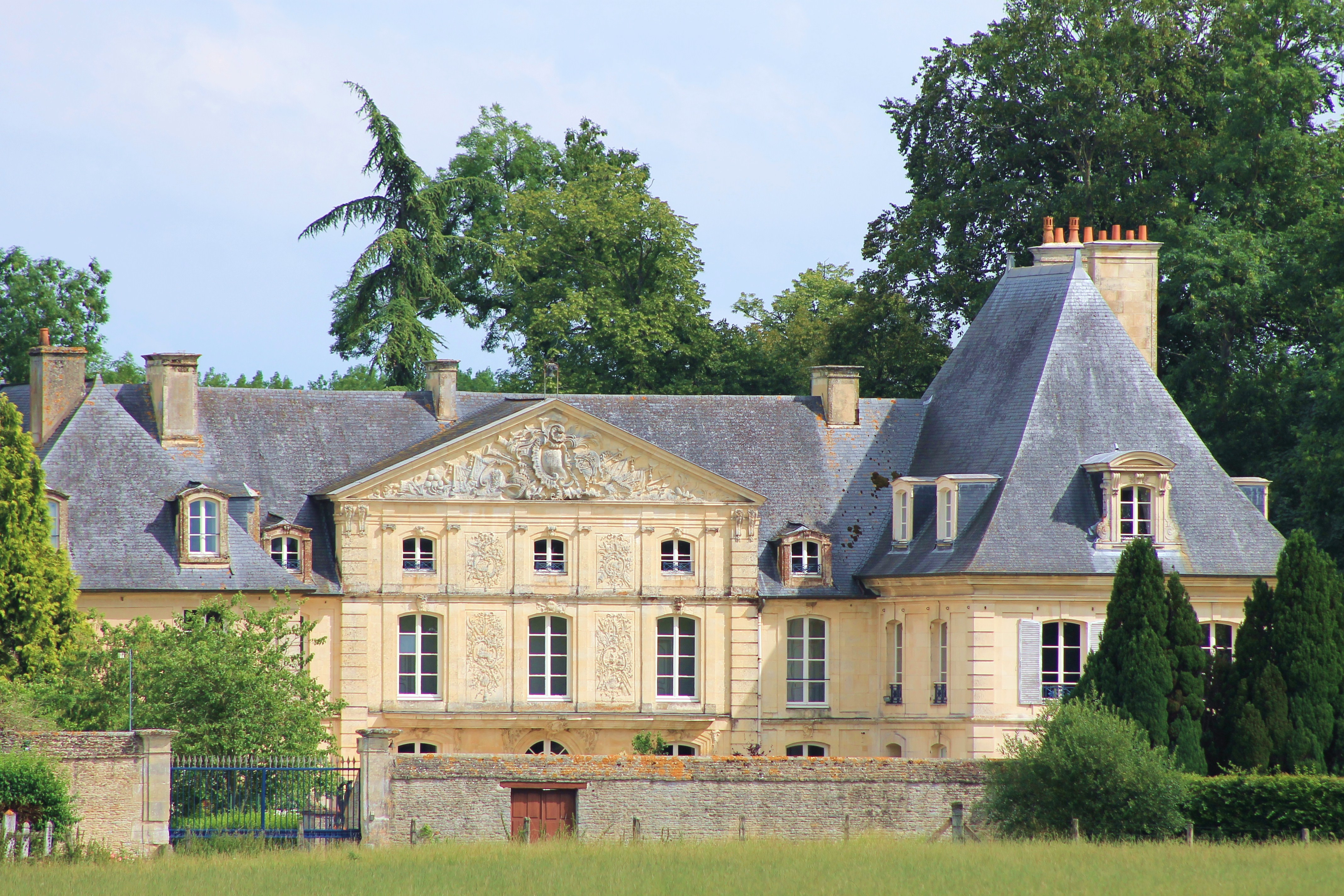
Château de Cesny-aux-Vignes
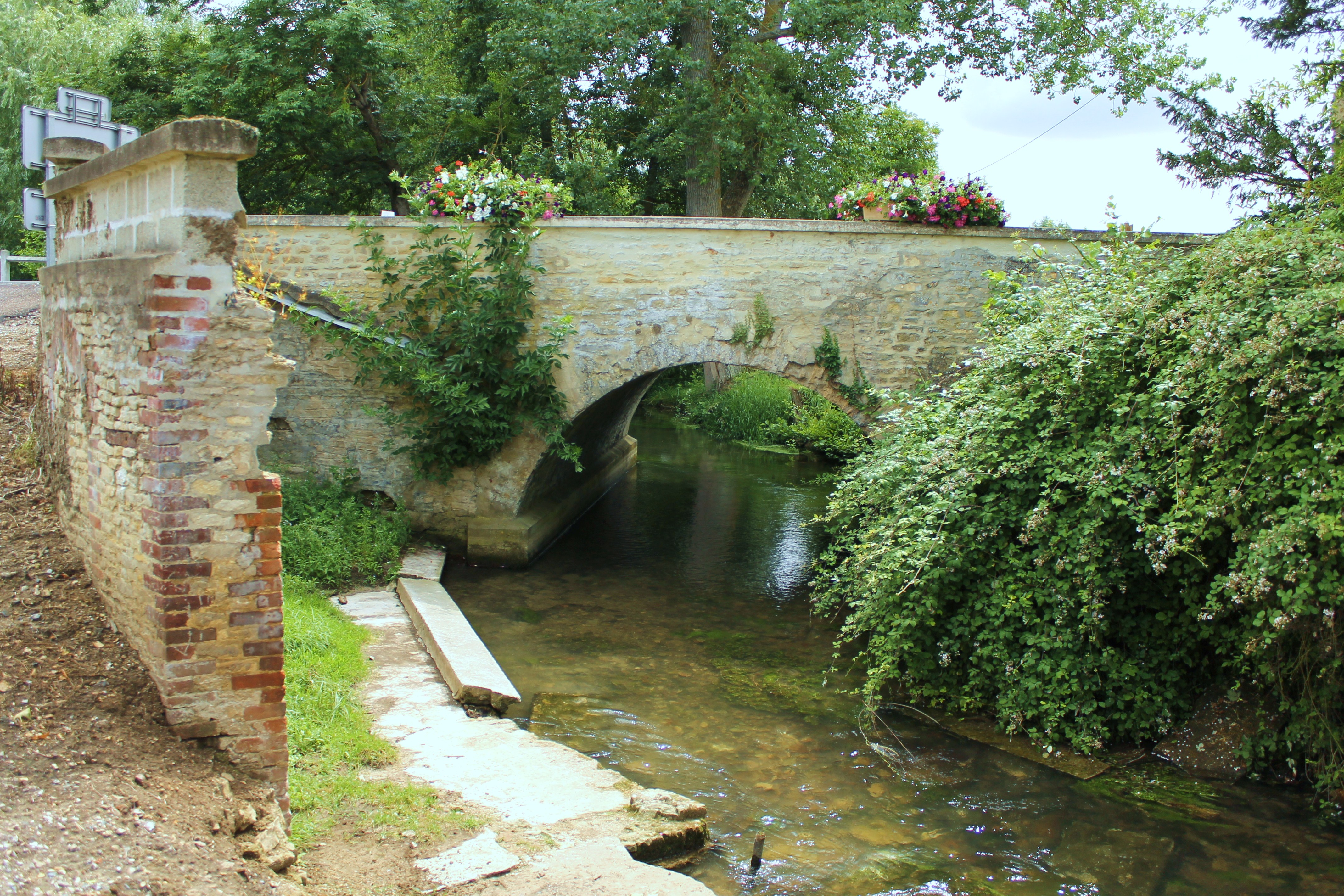
Lavoir sur le Laizon à Mézidon-Canon
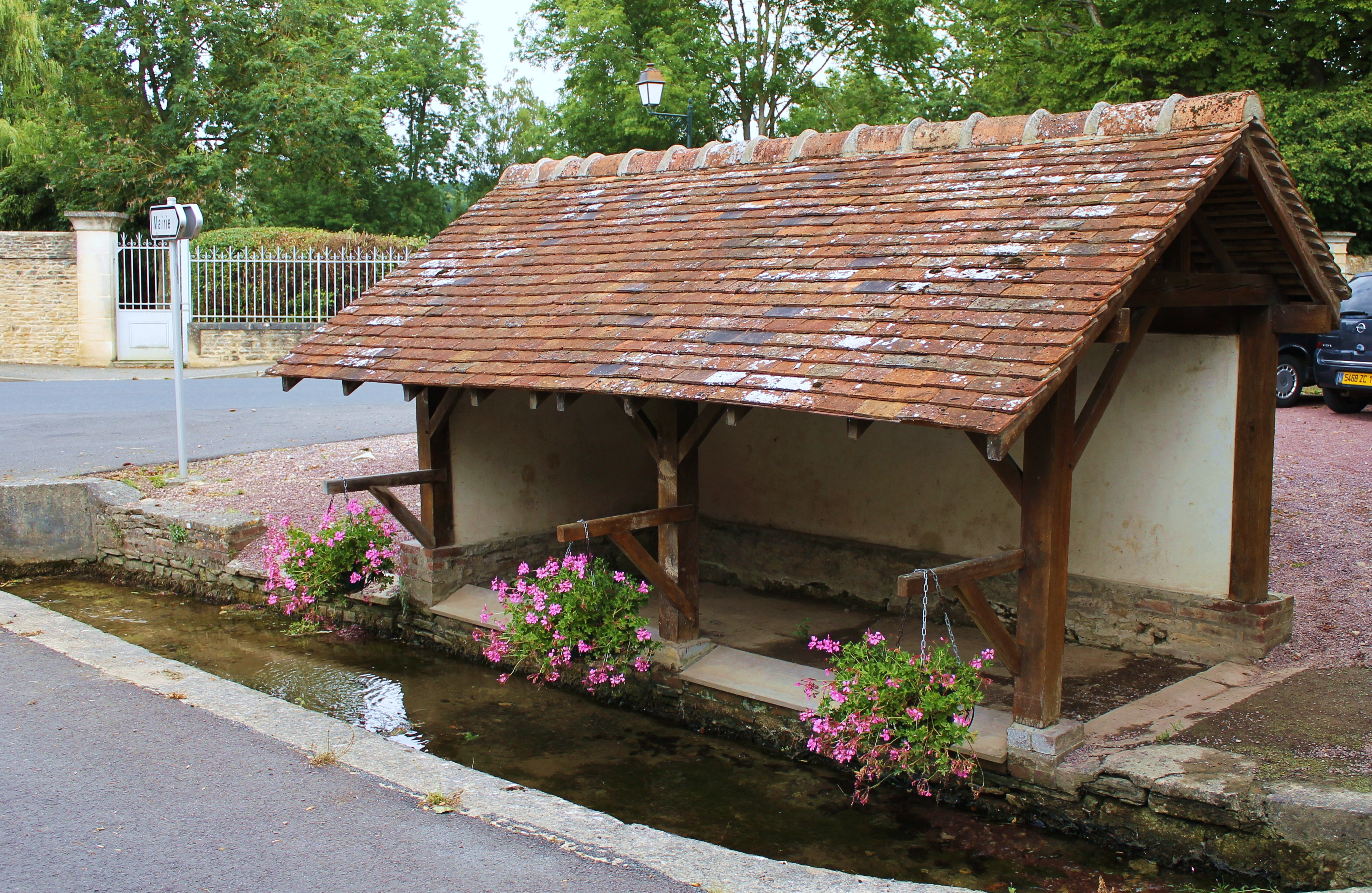
Lavoir à Ouézy sur le Laizon